# سایه زندگی
سایه زندگی با نام سابق جان سایه فیلمی به کارگردانی، نویسندگی و تهیه‌کنندگی حمید خیرالدین محصول سال ۱۳۹۸ است. این فیلم در سی و نهمین دوره جشنواره فیلم فجر حضور دارد.

## خلاصه داستان
جان، استاد دانشگاه و نویسنده‌ای مهاجر به فرانسه و انگلیس است. او به‌خاطر پیشینه فکری پس از مهاجرت، همسر و خانواده خود را رها و با مارتا زنی اروپایی ازدواج می‌کند. مارتا او را به ناگهان رها می‌کند و…